# إعادة صناعة

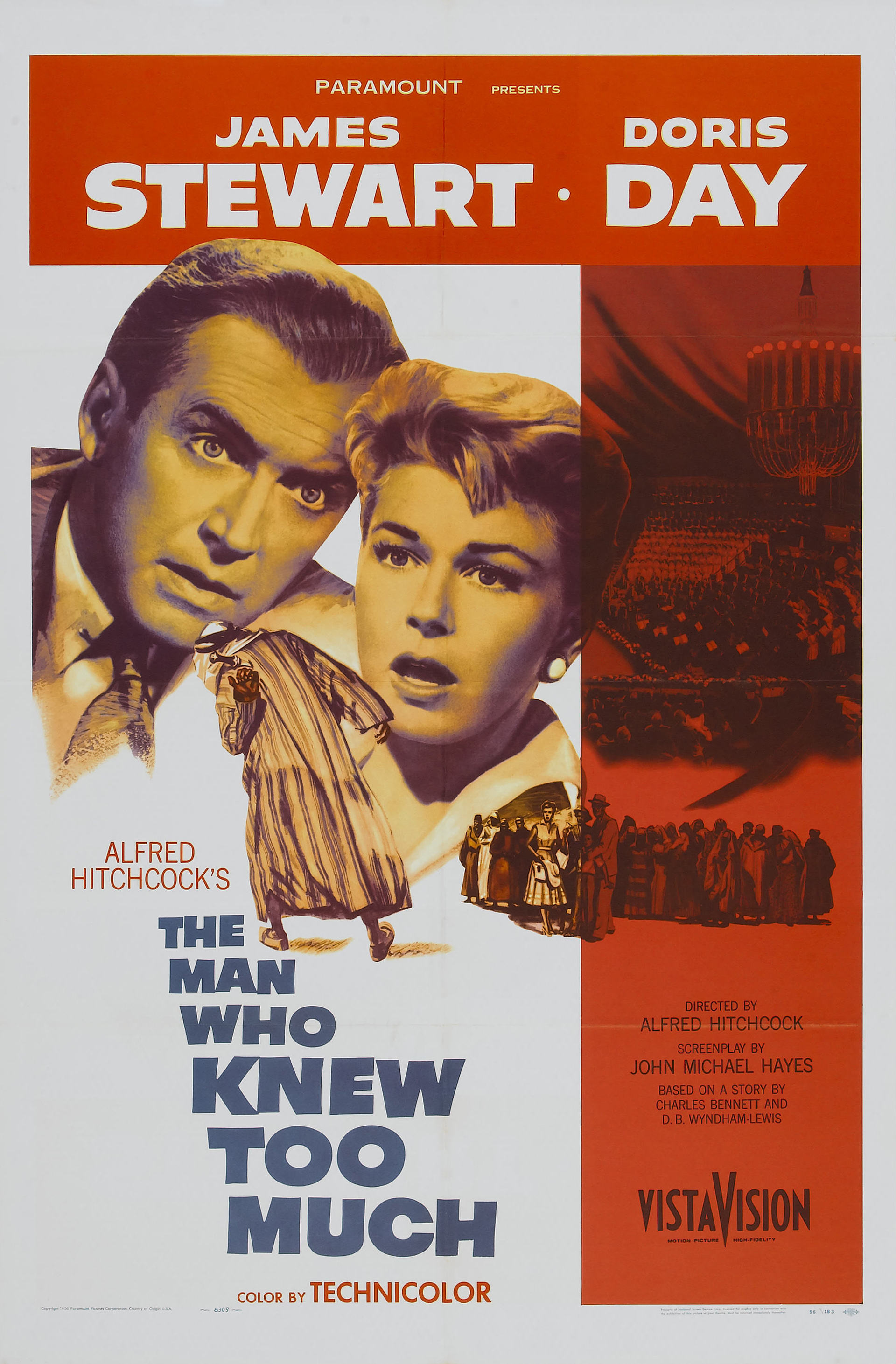

إعادة الصناعة أو ريميك (بالإنجليزية: remake)‏ هي عملية إنتاج المواد الإعلامية بناء على نفس المادة المنتجة سابقاً، ولكن باستخدام التقنيات الحديثة. المواد المعاد صناعتها تشمل الأفلام السينمائية، والمسلسلات التلفزيونية، وألعاب الفيديو. لا تختلف المواد المعاد صنعها عن المواد الأصلية في الأمور الأساسية، مثل القصة المبني عليها ذلك العمل الإعلامي والأحداث التي تدور فيه.

## الأفلام
من بين الأمثلة على الأفلام المعاد صناعتها فيلم أوشن 11، الذي أنتج أولاً في عام 1960، ومن ثم تم إعادة إنتاجه في عام 2001. ومثال آخر هو فيلم باتمان، أنتج في 1989 بناء على الفيلم المنتج سابقاً في 1966. يحتوي الفيلم المعاد إنتاجه أحياناً على بعض الاختلافات مثل بعض الشخصيات أو الأحداث أو الأجواء. وفي بعض الأحيان، يتم إعادة صناعة الفيلم بواسطة نفس المخرج.
ليس بالضرورة أن يكون للفيلم المعاد إنتاجه نفس الاسم الأصلي للفيلم، ومثال على ذلك فيلم لا تقل كلا مرة أخرى الذي أنتج في 1983 بناء على الفيلم الأصلي كرة الرعد الذي أنتج في 1965. في بعض الأحيان أيضاً يتم إعطاء الفيلم المعاد إنتاجه اسماً مختلفاً لأن للفيلم الأصلي مسمى بلغة مغايرة، ومثال على ذلك فيلم سماء الفانيلا (بالإنجليزية: Vanilla Sky) الذي أنتج في 2001 بناء على الفيلم الأصلي افتح عينيك (بالإسبانية: Abre los ojos). وكمثال آخر، فيلم السبعة الرائعون (بالإنجليزية: The Magnificent Seven) عام 1960، بناء على الفيلم الياباني الساموراي السبعة عام 1954. وكذلك فيلم المغادرون (The Departed) عام 2006، بناء على فيلم هونغ كونغ شؤون جهنمية سنة 2002.
في الكثير من الحالات، تنتقد الأفلام المعاد صنعها من قبل المهتمين بالسينما والنقاد، حيث يعتبرون الفيلم الأصلي أكثر متعة، رغم إمكانياته الأقل حداثة. ومثال على ذلك فيلم سايكو، حيث انتقد الفيلم المعاد إنتاجه عام 1998 بشدة حينما تتم مقارنته بالفيلم الأصلي الذي صدر في 1960. وهناك أيضاً إعادة إنتاج بشكل مختلف، حيث شهد تاريخ السينما عدة حالات لإعادة إنتاج أفلام بناء على مسلسلات تلفزيونية، ومثال على ذلك فيلم سكوبي دو الذي أنتج في عام 2002 بناء على المسلسل الكرتوني الشهير.

## التلفزيون
تحدث إعادة صنع المواد التلفزيونية في بعض الأحيان، ولكنها ليست بنفس الكثرة إعادة إنتاج الأفلام. وكمثال على ذلك المسلسل الأمريكي نايت رايدر الذي صدر في 2008، والمبني على المسلسل الأصلي الصادر في 1982.
كما تتم في بعض الأحيان إعادة إنتاج البرامج التلفزيونية من بلد إلى آخر، ومن الأمثلة على ذلك البرامج الأمريكية التالية التي أعيد إنتاجها في بريطانيا: الفتيات الذهبيات، وقانون ونظام، ومسلسل ماد أباوت يو، ومسلسل متزوج وعندي أطفال، وذا برايس إز رايت، وعرض السبعينات ذاك، ووايب أوت. ومن بين البرامج البريطانية التي أعيد إنتاجها في الولايات المتحدة أو في دول أخرى: مسلسل كوسبي، وأمريكان آيدول، وريد دوارف، وتوب غير، والحلقة الأضعف.
كما يتم في الكثير من الأحيان إصدار مسلسلات تلفزيونية بناء على قصة فيلم ناجح، مثل مسلسل ستارغيت إس جي 1.

## ألعاب الفيديو
إعادة الإنتاج تتم أيضاً في مجال صناعة ألعاب الفيديو. وفي معظم الأحيان، يتم إصدار الألعاب المعاد إنتاجها على أنظمة ألعاب الفيديو الأكثر تطوراً. ومن بين الألعاب المعاد إنتاجها بالكامل مترويد (Metroid) سنة 1988 التي أعيد إنتاجها سنة 2004 تحت مسمى مترويد: زيرو ميشين (Metroid: Zero Mission). وفي بعض الأحيان تحمل اللعبة نفس القصة والأجواء والشخصيات والأحداث، ولكن طريقة اللعب تختلف، ومثال على ذلك لعبة سايلنت هيل (الجزء الأول) التي أنتجت سنة 1999 وأعيد صناعتها في 2009 بمسمى سايلنت هيل: شاترد ميموريز (Silent Hill: Shattered Memories). وأحياناً تكون الألعاب المعاد صناعتها نسخة مشابهة للأصلية مع وجود بضع الإضافات. كما حدث في السابق إعادة إنتاج للألعاب من قبل جماهير اللعبة، أي إعادة إنتاج غير رسمية وغير تجارية، مثل إعادة إنتاج لعبة هاف - لايف.